# 126
| [ Edytuj tabelę ] |                                            |
| Cesarz Chin       | - 125 Han Shundi 144                       |
| Władca Korei      | - 53 T’aejodae 146                         |
| Papież            | - 125 Telesfor 136                         |
| Król Partów       | - 105 Wologazes III 147 - 109 Osroes I 129 |
| Cesarz Rzymu      | - 117 Hadrian 138                          |

Rok 126 / CXXVI
stulecia: I wiek ~
II wiek ~
III wiek

lata: 116 «
121 «
122 «
123 «
124 «
125 «
126
» 127
» 128
» 129
» 130
» 131
» 136

## Urodzili się
- 1 sierpnia – Pertynaks, cesarz rzymski (zm. 193).

## Zmarli
- św. Sabina, rzymska patrycjuszka, męczennica.
- św. Serapia, niewolnica, męczennica.
- Yan Ji, chińska cesarzowa.